# Budapest IV. kerületének műemléki listája
Ez a lista Budapest IV. kerületének műemlékeit tartalmazza.
| KÖH azonosító | Törzsszám | Megnevezés                  | Kép | Cím                                            | Koordináták                                                  | Megjegyzések                                    |
| ------------- | --------- | --------------------------- | --- | ---------------------------------------------- | ------------------------------------------------------------ | ----------------------------------------------- |
| 11671         |           | Állami Áruház               |     | Árpád út 70. István út 10.                     | é. sz. 47° 33′ 39″, k. h. 19° 05′ 22″47.560833°N 19.089444°E |                                                 |
| 11797         | 16198     | Felszíni vízkivételi mű     |     | Váci út hrsz. 75843                            | é. sz. 47° 36′ 10″, k. h. 19° 05′ 25″47.602778°N 19.090278°E |                                                 |
| 11796         | 16199     | Felszíni víztisztítómű      |     | Váci út 121.                                   | é. sz. 47° 35′ 58″, k. h. 19° 05′ 34″47.599444°N 19.092778°E |                                                 |
| 11798         | 16200     | I. számú átemelőtelep       |     | Váci út 120.                                   | é. sz. 47° 35′ 57″, k. h. 19° 05′ 32″47.599167°N 19.092222°E |                                                 |
| 406           | 15301     | Iskola                      |     | Attila u. 8 -10. József Attila u. 12.          | é. sz. 47° 33′ 44″, k. h. 19° 04′ 53″47.562222°N 19.081389°E | A Bródy Imre Gimnázium kiköltözése óta pusztul. |
| 11784         | 16197     | Káposztásmegyeri vízműtelep |     | Váci út 102.                                   | é. sz. 47° 34′ 36″, k. h. 19° 04′ 52″47.576667°N 19.081111°E |                                                 |
| 409           | 15303     | Kúria                       |     | Vécsey Károly utca 120. Lahner György utca 37. | é. sz. 47° 33′ 57″, k. h. 19° 06′ 36″47.565833°N 19.110000°E | Jelenleg óvoda.                                 |
| 407           | 15960     | Lakóépület                  |     | Duna sor 14. Nyitra u. 4.                      | é. sz. 47° 34′ 20″, k. h. 19° 04′ 40″47.572222°N 19.077778°E |                                                 |
| 408           | 15302     | Lakóház                     |     | Illek Vince u. 14.                             | é. sz. 47° 33′ 57″, k. h. 19° 05′ 16″47.565833°N 19.087778°E |                                                 |
| 11761         |           | Lakóház                     |     | Árpád út 40.                                   | é. sz. 47° 33′ 38″, k. h. 19° 05′ 02″47.560556°N 19.083889°E |                                                 |
| 12059         |           | MÁV Istvántelki Főműhely    |     | Főműhely utca                                  | é. sz. 47° 33′ 01″, k. h. 19° 06′ 13″47.550278°N 19.103611°E |                                                 |
| 12007         |           | Megyeri csárda              |     | Külső Váci út 102-104.                         | é. sz. 47° 35′ 20″, k. h. 19° 04′ 56″47.588889°N 19.082222°E |                                                 |
| 12143         |           | Újpesti Bíróság             |     | Tavasz u. 21. Erzsébet u. 28.                  | é. sz. 47° 33′ 30″, k. h. 19° 05′ 38″47.558333°N 19.093889°E |                                                 |
| 12144         |           | Újpesti Szülőotthon         |     | Görgey Artúr utca 71.                          | é. sz. 47° 33′ 55″, k. h. 19° 06′ 24″47.565278°N 19.106667°E | Nem működik, pusztulófélben.                    |
| 11345         | 16185     | Újpesti vágóhíd             |     | Megyeri út 15.                                 | é. sz. 47° 34′ 34″, k. h. 19° 05′ 07″47.576111°N 19.085278°E |                                                 |
| 11318         | 16078     | Víztorony                   |     | Árpád út                                       | é. sz. 47° 33′ 44″, k. h. 19° 06′ 25″47.562222°N 19.106944°E |                                                 |
| 11585         |           | Wolfner Bőrgyár             |     | József Attila u. 4-8.                          | é. sz. 47° 33′ 44″, k. h. 19° 04′ 47″47.562222°N 19.079722°E |                                                 |